# Franz Fürth
Franz Fürth (* 3. Juli 1880 in Hamburg; † 3. März 1961 in Jena) war ein deutscher Hotelier und Politiker (Wirtschaftspartei (WP)).

## Leben und Wirken
Fürth wurde als Sohn eines Kaufmanns geboren. Ab 1907 lebte er in Rudolstadt und war dort Besitzer eines Hotels. Das Mitglied der Wirtschaftspartei gehörte dem Thüringer Landtag vom 10. Februar 1927 bis 30. Juli 1932 an. Vom 23. Januar 1930 bis zum 25. August 1932 war er ehrenamtlich als Staatsrat für Rudolstadt Regierungsmitglied ohne Geschäftsbereich in der Landesregierung unter Leitung von Erwin Baum.
Nach 1933 war Fürth Leiter der Unterabteilung Gaststätten- und Beherbergungsgewerbe in der Wirtschaftskammer Thüringen.